# دائرة تمالوس
دائرة تمالوس إحدى دوائر ولاية سكيكدة. مقرها تمالوس.
تبلغ مساحتها 368.09 كم² تعد الحد الفاصل بين منطقة الأمازيغ و العرب اصل التسمية هي تما+لوست و تعني المروج الخضراء بالامازيغية .تشتهر بزراعة الفرولة.
يقطنها 140000 نسمة (أي بكثافة سكانية تقدر بـ 380 نسمة /كم²). 
وتضم كل من بلديات : 
- تمالوس
- الكركرة
- بين الويدان